# Shanghai Open 1999 - Qualificazioni doppio
Le qualificazioni del doppio  dello  Shanghai Open 1999 sono state un torneo di tennis preliminare per accedere alla fase finale della manifestazione. I vincitori dell'ultimo turno sono entrati di diritto nel tabellone principale. In caso di ritiro di uno o più giocatori aventi diritto a questi sono subentrati i lucky loser, ossia i giocatori che hanno perso nell'ultimo turno ma che avevano una classifica più alta rispetto agli altri partecipanti che avevano comunque perso nel turno finale.
Le qualificazioni del doppio del torneo Shanghai Open 1999 prevedevano 4 coppie partecipanti di cui una è entrata nel tabellone principale.

## Teste di serie
1. Neville Godwin /  Grant Stafford (Qualificati)

1. Simon Aspelin /  Johan Landsberg (ultimo turno)

## Qualificati
1. Neville Godwin  /   Grant Stafford

## Tabellone

### Legenda
| - Q = Qualificato - WC = Wild card - LL = Lucky loser | - ALT = Alternate - SE = Special Exempt - PR = Protected Ranking | - w/o = Walkover - r = Ritirato - d = Squalificato |

|  | Primo turno | Primo turno                     | Primo turno                     | Primo turno | Primo turno |  |  | Ultimo turno | Ultimo turno                  | Ultimo turno | Ultimo turno | Ultimo turno |  |
|  |             |                                 |                                 |             |             |  |  |              |                               |              |              |              |  |
|  | 1           | Neville Godwin Grant Stafford   | Neville Godwin Grant Stafford   | 6           | 7           |  |  |              |                               |              |              |              |  |
|  |             | Ran Xu Zhu Ben-qiang            | Ran Xu Zhu Ben-qiang            | 1           | 5           |  |  | 1            | Neville Godwin Grant Stafford | 0            | 7            | 6            |  |
|  | 2           | Simon Aspelin Johan Landsberg   | Simon Aspelin Johan Landsberg   | 6           | 7           |  |  | 2            | Simon Aspelin Johan Landsberg | 6            | 5            | 4            |  |
|  |             | James Greenhalgh Sjeng Schalken | James Greenhalgh Sjeng Schalken | 4           | 6           |  |  |              |                               |              |              |              |  |